# Gongga Shan
Gongga Shan (chin. trad. 貢嘎山, chin. upr. 贡嘎山, pinyin Gònggá Shān), także Minya Konka (tyb. མི་ཉག་གངས་དཀར་རི་བོ་, Wylie mi nyag gangs dkar ri bo, ZWPY Mi'nyâg Gong'ga Riwo) – najwyższy szczyt w pasmie Daxue Shan, w południowo-zachodnich Chinach, w prowincji Syczuan. Wznosi się na 7556 m n.p.m. Pod względem wysokości jest to 41. szczyt Ziemi. Jest też najbardziej wysuniętym na wschód siedmiotysięcznikiem i trzecim co do wysokości szczytem, który nie leży w Karakorum lub Himalajach. 
Pierwszego wejścia na szczyt dokonali w 28 października 1932 roku Terris Moore i Richard Burdsall z USA.